# Intef II.
Intef II. bio je egipatski faraon iz Jedanaeste dinastije za vrijeme Prvog prijelaznog perioda. Prijestolnica mu je bila Teba. U to doba je Egipat bio podijeljen između nekoliko lokalnih dinastija. Nakon smrti nomarha Ankhtifija, Intef je ujedinio južne nome sve do Prvog katarakta. Nakon toga se sukobio sa svojim glavnim suparnicima, nomarsima iz Herakleopolisa Magne nastojeći steći nadzor nad Abidosom. Grad je nekoliko puta prelazio iz ruke u ruku, ali je Intef II. na kraju prevagnuo, proširivši svoju vlast na sjever do trinaeste nome.
Nakon tih ratova su uspostavljeni bolji odnosi sa susjedima, te je ostatak Intefove vladavine bio miran. Otkriće statue Intefa II., omotanog u svečanu sed odoru u utočištu Heqaib u Elefanini, sugerira da se kraljeva vlast proširila do oblasti Prvog katarakta, a možda čak i nad dijelovima Donje Nubije do 30. godine njegove vladavine. Takav dojam je potvrdila ekspedicija koju je Djemi iz Gebeleina pokrenuo u zemlju Wawat (Nubiju) za vrijeme njegove vladavine. Kada je Intef II. umro, iza sebe je ostavio snažnu vladu u Tebi koja je kontrolirala cijeli Gornji Egipat i imala granicu južno od Asyuta.
Najstarije poznato datiranje boga Amuna u Karnaku se dogodilo za vrijeme njegove vladavine. Očuvane sekcije Torinskog kanona spominju Intefa II; pripisuju mu vladavinu od 49 godina.